# دافتوح
دافتوح (به انگلیسی: Daftuh) یک شهر در پاکستان است که در پنجاب واقع شده‌است.